# Choudenshi Bioman
Choudenshi Bioman (超電子バイオマン, Chōdenshi Baioman, vertaald als Super Electronic Bioman) is de achtste Sentai-serie geproduceerd door Toei. De serie bestaat uit 51 afleveringen en werd van februari 1984 tot januari 1985 uitgezonden. De serie werd ook uitgezonden in Zuid-Korea onder de naam Space Commando Bioman.

## Plot
Vele eeuwen geleden kwamen de androïde Peebo en de Bio Robot naar de Aarde vanaf de vernietigde Bio ster. De Bio Robot bestraalde vijf mensen met zogenaamde Bio deeltjes. Deze zouden ook op latere generaties worden doorgegeven.
In 1984 bedreigen de wetenschapper Doctor Man en zijn Gear keizerrijk de wereld. Peebo spoort de nakomelingen van de originele vijf Biomensen op om het vechtteam Choudenshi Bioman te vormen.
In latere afleveringen blijkt dat Dr. Man ooit een mens was, maar zichzelf herbouwde tot cyborg. Ook ontdekken ze dat Dr. Man een zoon heeft genaamd Jun'ichi en dat hij zijn beeltenis gebruikt om zijn kunstmatige zoon “Black Prince” te creëren.
Dr. Man weet de originele gele Bioman te doden met een speciaal wapen genaamd de Bio Destroyer. Ook arriveert plotseling de Biojager Silva op Aarde met als doel de Bioman te vernietigen. Silva blijkt al snel ook een vijand van Dr. Man te zijn.
Een voor een worden Dr. Mans helpers vernietigd door de Bioman of door Silva. De Bioman bereiden zich voor om samen met Dr. Mans zoon Jun'ichi naar de zuidpool te gaan en Dr. Man voorgoed te stoppen. Buiten het hoofdkwartier van Dr. Man worden ze aangevallen door Silva en zijn robot Balzion, die kort daarvoor Dr. Mans laatste helper heeft gedood. Peebo dringt Balzion binnen en verzwakt hem met een overdosis Bio-energie. De Bioman vernietigen Balzion en Silva.
In een laatste poging de Bioman te vernietigen activeert Dr. Man de zelfvernietiging van zijn hoofdkwartier. Hiermee bedreigt hij tevens de wereld daar de zelfvernietiging sterk genoeg is om de planeet op te blazen. Net op tijd weet Jun'ichi hem weet te overtuigen de zelfvernietiging te stoppen. Dr. Man sterft kort daarna. Peebo en de Bio Robot verlaten de Aarde.

## Karakters

### Bioman
- Shirou Gou (郷史朗, Gō Shirō) / Red One (レッドワン, Reddo Wan): astronaut van de eerste Japanse spaceshuttle. Hij raakt hierbij per ongeluk betrokken in het gevecht wanneer Gear aan zijn invasie begint. Door de kracht van de Bio deeltjes kan hij met dieren praten. Hij dacht in eerste instantie dat zijn vader dood was, maar na een ontmoeting met Professor Shibata begon hij hieraan te twijfelen.
- Shingo Takasugi (高杉真吾, Takasugi Shingo) / Green Two (グリーンツー, Gurīn Tsū): een raceauto coureur die erg hard kan optreden tegen zijn vijanden. Tegenover kinderen is hij echter erg zachtaardig. Ondanks zijn moed zijn er momenten dat hij aan zijn vaardigheden twijfelt. Ondanks die twijfels weet hij wat hij moet doen, en probeert dit ook zo goed mogelijk te doen.
- Ryuuta Nanbara (南原竜太, Nanbara Ryūta) / Blue Three (ブルースリー, Burū Surī): een watersporter en avonturier. Hij houdt van verkennen en nieuwe dingen ontdekken. Hij is behoorlijk vastberaden.
- Mika Koizumi (小泉ミカ, Koizumi Mika) / Yellow Four I (1初代イエローフォー, Shodai Ierō Fō) (1-10): een fotografe die vooral als droom heeft om ooit naar Africa te kunnen gaan. Ze is ervaren vechtsportster, zeker voor iemand die eigenlijk niet van vechten houdt. Ze sterft echter in aflevering 10 door de Bio-destroyer van Dr. Man.
- Jun Yabuki (矢吹ジュン, Yabuki Jun) / Yellow Four II (2代目イエローフォー, Nidaime Ierō Fō): een olympisch kampioene boogschieten. Nadat ze die Bioman in actie heeft gezien probeert ze koste wat het kost een van hen te worden. Dit gebeurt nadat Mika sterft en de anderen ontdekken dat zij ook een nakomeling van de originele biomensen is.
- Hikaru Katsuragi (桂木ひかる, Katsuragi Hikaru) / Pink Five (ピンクファイブ, Pinku Faibu): een meesteres in vermommen. Ze stamt af van een adellijke dame die bestraalt werd met Bio deeltjes. Ze heeft een zwak voor verpleegkundigen en riskeerde een keer haar leven om een geneesmiddel voor een mysterieuze ziekte te vinden.

### Hulp
- Peebo (ピーボ, Pībo): een androide van de Bio-ster en bewaker van de Bio-energie.
- Jun'ichi Kageyama (蔭山秀一, Kageyama Jun'ichi): de zoon van Doctor Man. In het begin probeert Dr. Man hem bij Gear te betrekken, maar Jun'ichi weigert dit (aflevering 25-26). In aflevering 43 vindt hij Doctor Shibata. Hij helpt de Bioman om Dr. Man te verslaan door hem te overtuigen zijn bom stop te zetten.

- Professor Shibata (柴田博士, Shibata-hakase): een briljante professor in cybernetica en robotica. Hij is Shirous biologische vader.

### Neo Empire Gear
Het Neo Empire Gear (新帝国ギア, Shin Teikoku Gia) is opgericht door de cyborg Dr. Man en is gestationeerd op de zuidpool.
- Doctor Man (ドクターマン, Dokutā Man): de leider van Gear. Hij herbouwde zichzelf als cyborg en is nu van plan met zijn robot-mensen de wereld te veroveren.

- Prince (プリンス, Purinsu): lange tijd werd gedacht dat hij Dr. Mans zoon was. Later blijkt dat hij slechts een robot kopie is van Dr. Mans echte zoon, Jun'ichi.

- Mason (メイスン, Meisun): de leider van de Big Three. Hij was ooit van plan Dr. Man te verraden. Tevens is hij de rivaal van Red One.

- Farrah (ファラ, Fara): Het vrouwelijke lid van de Big Three. Ze gebruikt een laserwapen. Ze vermomt zich vaak als mens.

- Monster (モンスター, Monsutā): de grote dommekracht van de Big Three.

- Farrahcat (ファラキャット, Fara Kyatto): Farrahs bodyguard die altijd het vuile werk voor haar mag opknappen. Is een rivale van Yellow Four.

- Mechaclones (メカクローン, Mekakurōn): De soldaten van Gear. Kunnen geprogrammeerd worden om de Mechadrones te besturen.

- Mecha Gigans (メカジャイガン, Meka Jaigan): de enorme robotmonsters van Gear, gestuurd om de Bio Robot te bevechten.

### Andere vijanden
- Bio Hunter Silver (バイオハンター・シルバ, Baio Hantā Shiruba): een robot van de Bio Ster geprogrammeerd om alles met Bio deeltjes te vermoorden. Hij was verantwoordelijk voor de vernietiging van de Bio-ster. Hij komt later in de serie naar de Aarde om de Bioman op te sporen en te doden. Hij is echter geen lid van Gear en vecht ook regelmatig tegen Dr. Man en zijn monsters.
- Balzion (バルジオン, Barujion): Silva’s enorme robot.

## Mecha
- Bio Dragon (バイオドラゴン, Baio Doragon): een transportschip voor Bio Jets 1 en 2. Kan ook de volledig gevormde Bio Robo dragen.
- Bio Robo (バイオロボ, Baio Robo): de Bio Robot kwam 500 jaar geleden naar de Aarde en bestraalde de vijf voorouders van de huidige Bioman met Bio deeltjes. De Biorobot bestaat uit twee losse Mecha: Bio Jet 1 en Bio Jet 2. In de eerste aflevering was het Bio Robo die de vijf Bioman rekruteerde. Hij is gewapend met het Super Maser (スーパーメーザー, Sūpā Mēzā) zwaard waarmee hij de aanvallen Concentration (コンセントレーション, Konsentorēshon), Comet Cutter (コメットカッター, Kometto Kattā), Break Attack (ブレイクアタック, Bureiku Attaku), Cross Cut (十文字斬り, Jūmonji Kiri), Great Attack (グレートアタック, Gurēto Atakku), Chainsaw Cutter (チェーンソーカッター, Chēnsō Kattā), Straight Flush (ストレートフラッシュ, Sutorēto Furasshu), Reverse Cross Cut (逆転十文字斬り, Gyakuten Jūmonji Kiri), Pinball Sting (ピンボールスティング, Pinbōru Sutingu), Dashing Beam (ダッシングビーム, Dasshingu Bīmu), Shadow Cutter (シャドウカッター, Shadō Kattā), Bio Particle Cut (バイオ粒子斬り, Baio Ryūshi Kiri), and Super Flash (スーパーフラッシュ, Sūpā Furasshu) kan uitvoeren.
  - Bio Jet One (バイオジェット1号, Baio Jetto Ichigō): gebruikt door Red One en Pink Five. Vormt de bovenkant van Bio Robo.
  - Bio Jet Two (バイオジェット2号, Baio Jetto Nigō): gebruikt door de andere drie Biomen. Vormt de onderkant van Bio Robo.

## Gear monsters
Bioman is uniek van andere Sentai series door het lage aantal monsters van normaal formaat. In andere Super Sentai-series werd een monster dat eerst door het Sentaiteam was verslagen op een of andere manier weer reusachtig tot leven gebracht en dan opnieuw verslagen door de robot van dat Sentaiteam.
In Bioman kwamen echter maar vijf normale monsters voor die telkens opnieuw met de Bioman vochten en wanneer ze bijna waren verslagen werden vervangen door een ander, reeds reusachtig, monster.

## Afleveringen
1. The Enigmatic Giant Robo Arrives (謎の巨大ロボ出現 Nazo no Kyodai Robo Shutsugen)
2. Gathering! Warriors of Destiny (集合! 宿命の戦士 Shūgō! Shukumei no Senshi)
3. Our Friend, Bio Robo (わが友バイオロボ Waga Tomo Baio Robo)
4. Self Destruct! Mecha-Humans (自爆! メカ人間 Jibaku! Meka Ningen)
5. Kill the Unseen Enemy (見えない敵を斬れ Mienai Teki o Kire)
6. Rise up! Bio Robo (起て! バイオロボ Tate! Baio Robo)
7. Captured Peebo (つかまったピーボ Tsukamatta Pībo)
8. Fight! Wishing upon a Star (戦え! 星に誓って Tatakae! Hoshi ni Sakatte)
9. The Leaper Who Erases People (人を消すなわ跳び Hito o Kesu Nawatobi)
10. Goodbye, Yellow (さよならイエロー Sayonara Ierō)
11. Enter, New Warrior Jun (新戦士ジュン登場 Shin Senshi Jun Tōjō)
12. Murderer Green! (殺人者グリーン! Satsujinsha Gurīn)
13. Jun! (ジュンよ Jun yo)
14. New Intellect, Brain! (新頭脳ブレイン! Shin Zunō Burein)
15. The Female Warrior's Flaming Oath (女戦士炎の誓い Onna Senshi Honō no Chikai)
16. Run, 21599 Seconds (走れ21599秒 Hashire Ni-Ban-Sen-Gobyaku-Kyū-Jū-Kyū-byō)
17. I Saw Tatsumiya Castle (僕は龍宮城を見た Boku wa Tatsumiya-jō o Mita)
18. The ESPer Girl's Prayer (超能力少女の祈り Chōnōryoku Shōjo no Inori)
19. My Father is Doctorman (父はドクターマン Chichi wa Dokutāman)
20. Prince's Challenge! (プリンスの挑戦! Purinsu no Chōsen!)
21. Protect the Biobase (守れバイオベース Mamore Baiobēsu)
22. A Great Burglar!? Blue! (大泥棒!? ブルー! Dai Dorobō!? Burū!)
23. Gyo! Attack of the Puppet! (ギョ! 人形の襲撃! Gyo! Ningyō no Shūgeki!)
24. The Exploding Flower of Love (爆発する愛の花 Bakuhatsu Suru Ai no Hana)
25. Prince's Ghost? (プリンスの幽霊? Purinsu no Yūrei?)
26. My Father's Dreadful Secret (恐るべき父の秘密 Osorubeki Chichi no Himitsu)
27. Spider Hell's Female Warrior (クモ地獄の女戦士 Kumo Jigoku no Onna Senshi)
28. Doctorman Assassination (ドクターマン暗殺 Dokutāman Ansatsu)
29. The Day Tokyo Disappeared!? (東京が消える日!? Tōkyō ga Kieru Hi!?)
30. Ultimate Kans' Demon Sword (最強カンスの魔剣 Saikyō Kansu no Ma Ken)
31. New Model!? Megas Arrives (新型!? メガス出現 Shingata!? Megasu Shutsugen)
32. Gear's Great Remodelling Plan (ギアの大改造作戦 Gia no Dai Kaizō Sakusen)
33. Has It Come Forth!? The New Finishing Move (出るか!? 新必殺技 Deru ka!? Shin Hissatsu-waza)
34. Behold!! The Power of Bio (見よ! バイオの力 Mi yo! Baio no Chikara)
35. The Sixth Man (6番目の男 Rokubanme no Otoko)
36. Transform, Boy (変身ボーイ Henshin Bōi)
37. The Assassin Silva! (殺し屋シルバ! Koroshiya Shiruba!)
38. The Enigmatic Balzion (謎のバルジオン Nazo no Barujion)
39. Mason's Trap! (メイスンのワナ! Meisun no Wana!)
40. Stolen Turbo! (奪われたターボ! Ubawareta Tābo!)
41. The Demonic Lullaby! (悪魔の子守り唄! Akuma no Komoriuta!)
42. Gou! Risk Your Life! (郷! 命を賭けろ! Gō! Inochi o Kakero!)
43. The Sailor-Suited Soldier (セーラー服の戦士 Sērā-fuku no Senshi)
44. The Beautiful Conscience Circuit (美しき良心回路 Utsukishiki Ryōshin Kairo)
45. Human Bomb, Jun! (人間爆弾ジュン! Ningen Bakudan Jun!)
46. Escape! The Town of Traps! (脱出! わなの町! Dasshutsu! Wana no Machi!)
47. Professor Shibata's True Colors!? (柴田博士の正体!? Shibata-hakase no Shōtai!?)
48. Enter! Balzion (出現! バルジオン Shutsugen! Barujion)
49. Critical Bio Robo (危うしバイオロボ Ayaushi Baio Robo)
50. Assault Neograd (突撃ネオグラード Totsugeki Neogurādo)
51. Goodbye, Peebo (さよならピーボ Sayonara Pībo)

### Special
- Bioman Movie

## Trivia
- In de Franstalige versie van de serie werden de namen van de personages veranderd in Jacky Gor (Shirou), Fred (Shingo), Bob (Ryuta), June (Jun) & Sikou (Hikaru).

- De serie heeft ook een Filipijnse versie. De namen in deze versie zijn Kenny (Shirou), Sammy (Shingo), Frankie (Ryuta), Casey (Mika), June (Jun) & Kimberly (Hikaru).

- Vanwege de populariteit werden in de Filipijnen twee films gemaakt gebaseerd op de serie. Beide zijn echter parodieën getiteld Bio Kids en Kabayo Kids .

- De Franse “sentai” serie Jushi Sentai France Five en het Amerikaanse "Power Rangers" zijn sterk gebaseerd op Bioman.